# Православни богословски институт Светог Сергија у Паризу
Православни богословски институт Светог Сергија (рус. Свято-Сергиевский православный богословский институт, фр. Institut de théologie orthodoxe Saint-Serge) јесте приватна високошколска установа у Паризу, под јурисдикцијом Архиепископије западноевропских парохија руске традиције Московске патријаршије.

## Историја

### Оснивање
Након Октобарске револуције и одласка великог броја руских емиграната из Русије, јавила се потреба за образовањем будућих богослова у оквиру Руске православне заграничне цркве. Најпре је то покушано 1921. године, отварањем Виших православних богословских курсева у просторијама Руске гимназије.
Институт је отворен 1925. године и одмах привукао интересовање неколико стотина младих емиграната из свих делова Европе. Међутим, услед слабих финансија, школовање у првој генерацији је омогућено за само 29 кандидата.
Међу оснивачима Института је био и чувени теолог Сергеј Булгаков.
Назван је по Сергију Радоњешком.

## Некадашњи професори
- Митрополит црногорско-приморски Амфилохије Радовић (1973-1976)[1]
- Епископ захумско-херцеговачки Атанасије Јевтић
- Георгије Флоровски
- Архимандрит Кипријан Керн
- Николај Николајевич Афанасјев
- Сергеј Булгаков
- Софија Дејша

## Алумни
- Патријарх Антиохије и читавог Истока Игњатије IV
- Епископ бачки Иринеј Буловић
- Епископ будимски Данило Крстић
- Протојереј Јован Мајендорф
- Протопрезвитер др Александар Шмеман

## Почасни докторати
- Митрополит црногорско-приморски Амфилохије Радовић (2012)[2]